# Damien Plessis
Damien Jérôme Jean Richard Plessis (Neuville-aux-Bois, 1988. március 5. –) francia labdarúgó, jelenleg a brunei Liverpool FC játékosa.

## Pályafutása

### Lyon
A francia klubban sosem lépett pályára az első csapatban. Mivel úgy érezte, nem hagynak neki elég játéklehetőséget és így nem tud bizonyítani, legjobbnak látta, ha elhagyja a csapatot.

### Liverpool
Az angolok a 2007-es nyári átigazolási szezon utolsó napján szerezte meg az ifjú középpályást, miután szerepelt az U19-es Európa-bajnokságon Ausztriában. Rafa Benítez ezt mondta róla: "Ő egy jó játékos, nagy és erős, biztosak vagyunk benne, hogy jól fog teljesíteni. Még nagyon fiatal és rengeteg ideje van, hogy dolgozzon a játékán, de csak a fejlődésén múlik, hogy kiharcolja a bejutását az első csapatba." Plessis a 2007-08-as szezonban a 47-es mezt kapta meg, és nagy meglepetésre az Arsenal elleni bajnokin lépett először pályára 2008 áprilisában, az ellenfél elleni két BL-meccs között.